# 加藤誠之
加藤 誠之（かとう せいし、1907年11月25日 - 1995年12月13日）は、日本の実業家。トヨタ自動車販売取締役社長、取締役会長、トヨタ自動車相談役、顧問、名古屋商工会議所副会頭、学校法人関西学院理事長、世界デザイン博覧会協会協会理事長などを歴任。日本デザインセンター創設メンバーのひとり。息子（次男）はレーシングカーデザイナーの加藤眞。

## 略歴
1907年11月25日、三重県伊勢市生まれ。甲陽中学校（現在の甲陽学院中学校・高等学校、4回卒）を経て、1930年に関西学院高等商業学部を卒業。日本ゼネラルモータースへ入社。
1937年、トヨタ自動車工業設立と同時に同社へ入社。1950年にトヨタ自動車販売設立に伴い、同社へ移る。同社常務取締役を務めていた1966年に男子プロゴルフ大会『中日クラウンズ』にトヨタがスポンサーとして参加することを決定した人物でもある。
1975年にトヨタ自動車販売取締役社長、1982年取締役会長に就任。
1982年にトヨタ自動車工業とトヨタ自動車販売との合併により設立されたトヨタ自動車の監査役、相談役に就任。1988年、同社顧問。神谷正太郎とともに、トヨタ販売網の基礎を作った。1989年から1992年まで、学校法人関西学院理事長を務めた。
1989年の世界デザイン博覧会では博覧会協会理事長を務め、トヨタグループの会議の際に自ら入場券を売り歩くなどし、博覧会の成功に寄与した。

## 栄典
- 1979年 - 勲二等旭日重光章[3]
- 1995年 - 正四位[3]